# Longitudinális kutatás
A longitudinális kutatás (vagy longitudinális felmérés vagy panel kutatás) egy olyan kvázi kísérleti elrendezés (a véletlenszerű csoportba sorolás hiányával), amely ugyanazon változók (például emberek) ismételt megfigyelését, mérését jelenti hosszú időn keresztül, amely gyakran több évtizedes utánkövetést jelent. A longitudinális kutatás gyakran megfigyeléses vizsgálat, habár kialakítható longitudinális randomizált vizsgálatként is.
A longitudinális kutatásokat leggyakrabban a pszichológiában használják, hogy életen át tartó fejlődési mintázatokat vizsgáljanak. A szociológiában életesemények vizsgálatára használják az egyén életén vagy akár generációkon keresztül. Szemben a keresztmetszeti vizsgálatokkal, amelyben különböző egyének hasonló tulajdonságait vizsgálják, a longitudinális kutatás ugyanazon embereket vizsgálja, a megfigyelhető különbözőségek így kevésbé lesznek a generációkon keresztül megjelenő kulturális különbségek, egyéb időszakos hatások (terrortámadás, vakuemlékek)eredményei. Emellett ezek a kutatások a változásokat pontosabban követik nyomon. Más egyéb területek is alkalmazzák ezt az elrendezést. Az orvostudományban például arra szolgál, hogy a különböző betegségek előrejelzőit feltárják. A marketingtevékenységek során többek közt azt vizsgálják ezzel, hogy a különböző bevetett reklámozási módszerek milyen attitűdbeli és viselkedési változást a célközönségben, akik az adott reklámkampányt végigkövették. A szociológusok képesek különbséget tenni a longitudinális vizsgálat segítségével a rövid és hosszú távú jelenségek között..
Ha a longitudinális vizsgálat megfigyeléses, abban az értelemben, hogy a világ „helyzetét” vizsgálják anélkül, hogy manipulálnák, fennáll a lehetősége, hogy kisebb ereje van az oksági kapcsolatoknak, mint a kísérleti elrendezés esetén. Ennek ellenére mégis nagyobb erővel rendelkezik, mint a keresztmetszeti vizsgálat, mert egyetlen egy egyén szintjén vizsgál, és kizárja az időtől független, nem vizsgált egyéni különbségeket, így például egy fejlődési vizsgálat esetén képes lesz pusztán az egyéni fejlődést vizsgálni, kizárva a különböző életkori hatásokat (például abban az esetben, ha keresztmetszeti vizsgálat lenne, a különböző kohortból (kohorszból) származó egyének esetén nem számolna a SES és egyéb külső hatásokkal), emellett pedig az események időbeli sorrendjével is számol.
A longitudinális vizsgálat lehet retrospektív (időben visszatekintő, amely létező adatbázisokat vagy orvosi rekordokat használ mintaként) vagy prospektív (új mintafelvétellel jár a következtetések levonása érdekében).
A longitudinális vizsgálatok magukban foglalják a kohort vizsgálatokat, amelyek adott kohortot vesznek mintaként (emberek olyan csoportja, amelyek valamilyen meghatározó tulajdonságon osztoznak, ezek tipikusan olyan csoportok ezek, amelyek egy kiválasztott időperiódusban egy eseményt mind megtapasztaltak, például születést vagy érettségizést) és keresztmetszeti vizsgálatokat alkalmaznak megadott időintervallumonként. Nem minden longitudinális kutatás kohort vizsgálat is, mert a mintaként szolgáló emberek csoportja lehet olyan is, amely nem foglal magában egy esemény közös megtapasztalását.

## Hátrányok
Az eljárás hátránya, hogy rengeteg időt vesz igénybe és rendkívül költséges, így nem tartozik a kényelmes statisztikai mintavételi eljárások közé. Emellett nagy esélye van a kiesésnek, hiszen hosszú időn keresztül szeretnénk vizsgálni adott személyeket, akik idővel elérhetetlenné válhatnak, vagy nem vállalják többé a kutatásban való részvételt. Tegyük fel, hogy 200 fős mintára van szükségünk. Számoljunk 50%-os kieséssel, hogy biztosan sikeresen zárjuk a kutatást. Ebben az esetben 400 fővel kell elindítanunk a vizsgálatot. A veszteséget kiküszöbölhetjük, ha gyakrabban alkalmazzuk az adatfelvételt, így minimalizálhatjuk a minta veszteségét. Az adatfelvétel gyakoribbá tételének esetében viszont az adott konstruktum, amit mérni szeretnénk, nem biztos, hogy változást mutat, hiszen például egy szociológiai mérés esetén a változás kibontakozásához hosszú időre, akár több évtizedre van szükség.

## Módszerek
Karl Ulrich Mayer (2007) saját longitudinális kutatása alapján összefoglalja a leggyakoribb adatgyűjtési módszereket, amelyekkel a gyakori nagyszámú mintát elérhetjük. Például négyszemközt félig strukturált interjút vettek fel a vizsgálati személyekkel, majd volt, akiket telefonon keresztül értek el. Volt, akik számára egy előre szerkesztett kérdőívcsomagot juttattak el.
Robert E. Ployhart és Robert J. Vandenberg (2010) összeállított egy 14 tételű listát, amely a longitudinális kutatások előtt ellenőrizendő és megfontolandó abból a célból, hogy a vizsgálatunk sikeres legyen. Módszertani szempontjaik a következőek, melyek nagyon fontosak ahhoz, hogy az általunk mérni kívánt változás mérhető legyen, ha történik változás, akkor mi magunk meg tudjuk mérni, illetve a megfelelő következtetéseket le tudjuk vonni:
- Ahhoz, hogy megfelelően modellezzük a hipotetikus változást, határozzuk meg az optimális mintavétel mennyiségét (hány alkalommal) illetve intervallumát (milyen időközönként).
- Kerüljük el a kényelmi mintavételt, és a hipotézisben feltételezett változás vizsgálatához legmegfelelőbb mintát próbáljuk meg elérni.
- Miután meghatároztuk a mintavételi időpontokat és intervallumokat, számoljunk a kieséssel. Mindig a legrosszabbra készüljünk (ez az 50%-os mintakiesést jelenti), és számoljunk a hiányzó adatok következményével és próbáljunk ez ellen előre stratégiát felépíteni.
- Az intervallumokat pontosan tervezzük meg, hogy oksági következtetéseket vonhassunk le. A mintavételek közötti idő ne legyen túl rövid, se túl hosszú.
- Értékeljük a mérőeszközök megbízhatóságát és érvényességét, mielőtt ténylegesen megvizsgálnánk, hogy a változás bekövetkezett-e.

## Példák
- A Magyar Háztartási Panel kutatást a Budapesti Közgazdaságtudományi Egyetemen Szociológia Tanszéke és a Társadalomkutatási Informatikai Egyesülés (TÁRKI) végezte 1991-től. Eredményeiket hat hullámban publikálták. A kutatás során a magyar háztartások anyagi helyzetének feltérképezése volt a cél, megvizsgálva ennek változásait a rendszerváltás után. Vizsgálták továbbá a munkanélküliségi ráta változását, a magánszektor térnyerését, a fogyasztást és a pártpreferenciákat is.
- A Szegedi Tudományegyetem 2003-ban kezdte meg iskolai kontextusban vizsgálni három korosztály felmérését. Az eredményeket Csapó Benő (2007) foglalja össze a Magyar Pedagógiában megjelent tanulmányában. 6., 8. és 10. évfolyamon vizsgálták a nyelvi kompetenciákat, az induktív gondolkodást és emellett számos háttérváltozót.
- A Szociológia Szemle folyóiratban Albert Fruzsina, Dávid Beáta és Molnár Szilárd (2007) tanulmánya jelent meg, amelyben az internethasználat és a kapcsolati erőforrások időbeni alakulását vizsgálják 2001 és 2003 közötti mintavétellel.
- A pszichológia területén Oláh Attila (2006) 1334 10 és 17 év közötti serdülő fiú és lány négyéves utánkövetéses vizsgálattal az egészséges személyiségfejlődést és a pszichológiai immunitást vizsgálta. A vizsgálatban 3 korcsoportot követett, a 10, 12 és 14 évesek korcsoportját. A vizsgálatot 1508 fővel kezdték, majd a vizsgálat befejezésekor 1334 fő eredményeire támaszkodhatott, így a minta megmaradása 85%-os volt. Oláh (2006) longitudinális vizsgálatát színesíti, hogy a mérési pontokon legalább 7 módszert alkalmazott. Az eltolt korcsoportok alkalmat adnak a különböző korcsoportok eredményeinek összehasonlítására is, hiszen ennek az elrendezésnek az esetén a 10 évesek korcsoportjának 2 évvel későbbi, azaz 12 éves korcsoporti utánkövetéses eredménye összehasonlítható a 12 éves korcsoport első mérési eredményével is.
- Urbán Róbert (2016) a serdülőkori dohányzás kognitív prediktorait vizsgálta longitudinális elrendezésben. A vizsgálat 3124 fő részvételével indult és három éven keresztül követte a budapesti gimnazisták, szakközépiskolások és szakiskolásokat. Fontos eredmény az olyan prevenciós programok kidolgozására tett javaslat, amelyek a dohányzással kapcsolatos elképzelések kiigazítására és a dohányzást kiváltó készségek elsajátítására helyezik a hangsúlyt.
- Az életen át tartó fejlődési mintázatok longitudinális kutatási példaként Kalmár Magda (2008) és munkatársai tanulmányát említhetjük. Koraszülött és időre született gyerekeket követtek iskoláskorig az értelmi fejlődés és a viselkedésszervezés longitudinális összefüggéseinek megismerése érdekében.